# Blomsteriberis
Blomsteriberis (Iberis amara) är en växtart i familjen korsblommiga växter.  